# Academia Vampirilor
Academia Vampirilor este o serie de cărți fantasy scrisă de scriitoarea americană Richelle Mead. Seria principală are șase volume și este narată din perspectiva lui Rose, o tânără vampir de 17 ani care a jurat să devină garda de corp a prietenei ei Lissa, ultima din familia de Moroi Dragomir. Cărțile au fost traduse în mai mult de 17 limbi.
În 3 decembrie 2010 autoarea a anunțat o serie secundară numită Bloodlines care va fi narată de Alchimista Sydney Sage.
Seria a fost adaptată ca o serie de volume de benzi desenate ilustrate de Emma Vieceli și Leigh Dragoon.

## Cărți

### Seria principală
În România seria a fost tradusă de Cătălin Pruteanu și Adrian Deliu, publicată pentru prima dată de editura Leda, parte a grupului editorial Corint.
1. Academia Vampirilor(2007)
2. Inițierea(2008)
3. Atingerea Umbrei(2008)
4. Jurământ de sânge(2009)
5. Limitele Spiritului(2010)
6. Sacrificiu final(2010)

### Seria secundară
În decembrie 2010 autoarea a anunțat că lucrează la o altă serie numită Bloodlines al cărei personaj principal va fi Sydney Sage. Un prim capitol care nu a fost folosit a fost publicat de autoare și poate fi citit gratuit pe Scribd sub titlul Adrian's Lost Chapter.
1. Bloodlines
2. The Golden Lily

## Istorie

### Dhampir
Un dhampir este copilul unui Moroi și-al unui om sau dhampir - dhampirii nu se pot reproduce între ei, motiv pentru care aceștia acceptă să protejeze Moroii ca și gardieni. Un dhampir preia câte ceva din calitățile ambelor rase, moștenind fizicul dezvoltat al oamenilor și simțurile mai acute ale Moroilor: miros, auz ,văz - dar nu și magia. Cei mai mulți bărbați dhampir devin de cele mai multe ori gardieni, în timp ce majoritatea femeilor dhampir aleg să-și crească copii și să trăiască o viața simplă. Exista un anumit rang de femei-dhampir care le permit moroilor să le bea sângele în timpul unui act sexual; acesta era privit drept cel mai obscen lucru în lumea vampirilor iar femeile acelea sunt numite „târfe pentru sânge”. Acest termen este adesea folosit pentru toate femeile dhampir deoarece în principal relațiile cu tații, Moroi, ai copiilor lor sunt, adesea, efemere.
Gardienii care termina academia primesc un semn al promisiunii si un molnija pentru fiecare Strigoi omorât. După bătălia din Atingerea umbrei se introduce semnul de bătălie, sau Zveda, care transmite că gardianul a omorât prea mulți Strigoi într-o luptă ca să mai numere.

### Moroi
Moroii sunt vampiri vii și au capacitatea de a se folosii de magia celor patru elemente principale: apă, aer, foc, pământ. Un al cincilea, de puțini cunoscut și utilizat, spiritul, este redescoperit în urma evenimentelor din seria principală. Datorită democrației din ultimii ani, magia nu poate fi folosită ca o armă pentru auto-apărare însă, mai târziu, câteva persoane se opun acestei reguli care le fusese implantată în minte din generație în generație. Moroii au nevoie de sânge uman sau de dhampir pentru a putea supraviețui, altfel devin vulnerabili și-și pierd puterile. Își iau sângele de la hrănitori, persoane în general umane care se oferă de bună voie datorită endorfinelor din mușcăturile moroilor de care cei mai mulți devin dependenți.
Fiecare moroi are o putere de constrângere, în cantități mai mici sau mai mari, prin care-i pot convinge pe alții să facă ceea ce le cer, dar sunt învățați din copilărie să nu o folosească. Utilizatorii magiei spirit sunt mai dotați la acest capitol și pot constrânge și Moroi.
Moroii pot fi recunoscuți după culoarea foarte palidă a pielii, deoarece lumina soarelui le afectează puterile; casele locuite de moroi au întotdeuna ferestrele vopsite în culori închise iar în academii ei funcționează după un program nocturn.
Există douăsprezece familii regale, care sunt considerate deasupra tuturor celorlalte iar fiecărui membru i se repartizează cel puțin doi gardieni, dar ceilalți Moroi nu beneficiază de aceleași privilegii din cauza numărului scăzut de dhampiri.
Moroii se folosesc pentru scurt timp de femeile dhampir, fiind singura legatură admisă pentru procreearea unui copil, mamele rămânînd să-și crească singure copii sau să-i dea pe mâna academiilor.

### Strigoi
Strigoii reprezintă morții vi sau vampiri nemuritori. Spre diferență de moroi, ei omorau victimele după ce le beau sângele.
Puteai deveni strigoi prin două feluri: de bună voie sau cu forța.
Dacă un strigoi sugea tot sângele unui moroi/dhampir iar apoi îl alimenta cu propriul sânge, atunci acesta era trezit și se transforma într-un strigoi, renunțând la viață și magie.
Alți doritori de viața veșnică omorau de bună voie pe cineva în timpul hrănirii.
O dată treziți, strigoii deveneau mai puternici și mai agili fiind foarte greu de ucis.
Puteai ucide un strigoi prin trei feluri: decapitarea, arderea sau înfigerea unei țepușe fermecată cu toate cele patru elemente în inimă. Strigoii vânează deseori moroi pentru că sângele lor e mai bun dar și pentru gloriosul fapt că împuținau membrii famililor regale.
După uciderea unui strigoi, un gardian primea semne molnija pe ceafă, în forma unui fulger.
Mână este o asociație, un grup de moroi regali care au scopuri comune în viață și se ajută reciproc făcînd lucruri murdare precum constrângerea altora. La Academie, Jesse Zeklos este unul dintre cei care înființează mâna. Pentru a intra în grup ei torturează un alt moroi regal cu toate cele patru elemente iar dacă acesta încearcă o cât de mică forță de constrângere asupra lor, moroiul respectiv intră în mână. 
Rose și-a mai dat seama și de faptul că prin folosirea celor patru elemente în apropierea marginilor Academiei, ei dezactivau astfel protecțiile din țepușe oferindu-le astfel posibilitatea strigoilor să năvălească oricând înauntru.

### Alchimiști
Alchimiștii sunt oameni care sunt la curent cu existența vampirilor și îi ajută pe gardieni să scape de corpurile Strigoilor. Toți sunt tatuați cu aur pe față pentru a avea o rezistență crescută.
De mici aceștia sunt îndoctrinați să considere Moroii, Dhampirii și Strigoii creaturi impure.

## Personaje

### Rosemarie Hathaway
Rose este măruntă, cu pieptul bombat și un par lung, castaniu închis.Este dhampir și gardianul prințesei moroi Vasilisa Dragomir, ultima rămasă din familia sa. Născută undeva la sfârșitul lui Martie, tânăra adolescentă acum în vârstă de 18 ani este o combinație între voință, bunătate și putere adăugându-se un strop de mândrie și impulsivitate.
Depășind imaginea ei impenetrabilă de care vrea să dea dovadă, înauntru nu dorește decât să-i protejeze pe cei dragi chiar și cu prețul vieții ei. Este atinsă de umbră, ceea ce înseamnă că a vizitat deja o dată tărâmul morților dar a fost readusă la viață prin puterile tămăduitoare ale celei mai bune prietene ale sale încă de la grădinița dar și moroiul ce avea să-i price în grijă, Lisa, acest fapt creând o legătură parapsihică între cele două; Rose îi poate pătrunde în minte și-i poate simții momentele de slăbiciune sau tristețe. Din păcate legătura nu are decât un singur sens.
E rezultatul combinației dintre o mamă scoțiană, Janine Hathaway, un respectat gardian și un turc, Abe/Ibrahim Mazur.

### Vasilisa Dragomir
Lisa e înaltă, slabă, cu un păr blond perfect întins și ochi verzi ca jadul, ultima rămasă din familia sa, familia Dragomir, una din cele 12 familii regale. Dintre cele cinci elemente, ea controlează Spiritul, un element mental care-i crește puterea de Constrângere, tămăduire și îi oferă abilitatea de a vedea aure. În accidentul de mașină care i-a omorât familia, ea a folosit magia spiritului inconștient reușind s-o readucă pe cea mai bună prietenă a sa, Rose, la viață. Din cauza efectelor negative ale Spiritului Lissa e vulnerabilă în fața emoțiilor puternice precum frica, furia și depresia. Atunci când nu folosea medicamente pentru a putea utiliza Spiritul, Rose prelua deseori nebunia prin legătura lor mentală.
După întoarcerea la academie a dezvoltat o prietenie strânsă cu Christian, cu care a început să iasă ulterior.

### Dimitri Belikov
Un foarte respectat gardian al Academiei și cel care se oferise să o antreneze pe Rose. În vârstă de 24 de ani, dovedește un auto-control remarcabil, expresia facială fiindu-i deseori indescifrabilă. Înalt, bine-făcut, precum toți dhampirii, cu parul șaten, lung până la umeri. Fiind foarte devotat meseriei sale, a plecat din locul nașterii, îndepărtata Siberie, pentru a deveni gardian. Puternic, nesociabil dar și cu o inimă mare, după cum ar spune Rose, își dovedește atuurile protejând Academia dar și pe Rose de strigoi. Într-una din operațiunile lor de salvare și alungare a strigoilor, el este ucis și transformat într-unul de-al lor de către Nathan. Pentru că înainte de aceasta, el spuese că și-ar dorii sa fie mai bine mort decât strigoi, Rose se hotărăște să plece în Siberia pentru a-i reda libertatea.

### Christian Ozera
Moroi regal din familia Ozera, Christian a căzut în dizgrație după ce părinții lui au ales să se transforme în Strigoi. Aceștia sunt omorâți de niște gardieni în fața lui, și el este crescut ulterior de mătușa lui, Tasha Ozera. Are opinii radicale despre utilizarea ofensivă a magiei. El se specializează în magia de Foc. La sfârșitul cărții Academia vampirilor acesta începe o relație cu Lissa.

### Adrian Ivashkov
Strănepotul reginei, Adrian este un Moroi regal cu păr maro, ochi verzi și 1.85 m înălțime. Ca Lissa, s-a specializat în Spirit, care-i dă puterea de-a vedea și înțelege aurele și de a contacta alți oameni în somn. Ulterior, cu ajutorul Lissei învață să folosească Spiritul pentru a vindeca.

O întâlnește pe Rose în Inițierea și începe să iasă cu ea în Limitele Spiritului, dar aceasta îl părăsește la sfârșitul cărții Sacrificiu final, după ce-i mărturisește că încă îl mai iubește pe Dimitri.

### Victor Dashkov
Victor Dashkov este unchiul prințesei Vasilisa Dragomir. La sfârșitul primului volum, acesta o răpește pe Lissa pentru a folosi puterea Spiritului deținută de ea în propriul uz, acela de a se vindeca de boala sa. Într-un final, Rose și alți gardieni de la Academie o salvează pe Lissa, iar Victor este închis.

### Natalie Dashkov
Natalie Dashkov este fiica lui Victor, care dorește să îi intre în grații tatălui ei; astfel, la sfârșitul primului volum, aceasta se transformă în strigoi la cererea lui Victor, dar Dimitri o ucide.

### Mason Ashford
Este un dhampir din aceiasi generatie ca si Rose , a fost un bun prieten cu Rose ,Lissa si Christian.
In "Initierea" el o place pe Rose s vrea sa ii arate asta doar ca Rose era preocupata de Dimitri, iar la excursia de Craciun la schi , acestia petrec mai mult timp impreuna.
In atacul de la Spokene acesta este ucis de catre un strigoi, iar Rose se lupta, in continuare, pentru el.

### Mia Rinaldi
La inceput ,Mia, era un dusman pentru Lissa si Rose, dar dupa ce mama ei a murit, ucisa de strigoi, in volumul "Initierea" ,Mia s-a schimbat si se intelege foarte bine cu Rose si Lissa.

### Tasha Ozera
Mătusa lui Christian Ozera , iubitul Lissei ,  ii propune lui Dimitri să îi fie gardian, dar si 
partener fiind pregătită să aibă copii dhampiri.
Aceasta este descrisa ca fiind "tare" și de o frumusețe nelimitata, puternica datorita cicatricii de pe obraz obținută cand l-a protejat pe nepotul său de strigoi .

### Ibrahim "Abe" Mazur
Tatăl natural al lui Rose, acesta apare în Jurământ de sânge. Acesta este turc. Acum el este foarte apropiat de Rose, dar ea tot nu il considera ca pe un adevarat tata .

### Sydney Sage
Este un Alchimist .Este una dintre prietenele lui Rose , Sydney a ajutat-o la nevoie pe Rose cand era in Rusia in cautarea lui Dimitri .
Dupa ce Rose a fost acuzata de inalta tradare aceasta o ajuta ascunzand-o .

### Tatiana Ivashkov
A fost regina moroiilor ,si stra-matusa lui Adrian Ivashov . 
La inceput nu prea o agreea pe Rose , in perioada cand era iubita lui Adrian , dar tupa a inceput sa o placa putin mai mult .
La sfarsitul volumului "Limitele Spiritului" ea este omorata cu tepusa lui Rose, si toata lumea crede ca Rose a nascocit toata chestia aceea .

### Jillian "Jill" Mastrano Dragomir
Sora nelegitimă a Lissei și fiica lui Eric Dragomir, Jill află de descendența ei în Sacrificiu final și acceptă să vină la curte pentru a-și ajuta sora să devină regina Moroilor. Ulterior, în Bloodlines, aceasta începe școala în Palm Springs unde se integrază cu ajutorul lui Sydney și începe o carieră ca model pentru Lia diStefano.

### Eddie Castile
Un Dhampir din generația lui Rose care i-a devenit un foarte bun prieten după incidentul din Spokane. Este loial și devine foarte matur pentru vârsta sa după ce Strigoii îl omoară pe Mason. În Sacrificiu final ucide un Moroi pentru a o apăra pe Lissa și deși este achitat de orice vină, situația lui printre gardieni este incertă.

### Personaje secundare

#### Directoarea Kirova
```
Directoarea Academiei "Sf.Vladimir"
```

#### Alberta Petrov
Șefa gardienilor de la Sf. Vladimir.

#### Stan Alto
Gardian și profesor la St. Vladimir.

#### Aaron
Fostul iubit al Lissei. După fuga acesteia a început să iasă cu Mia.

#### Ralf Sarcozy
Membru al grupării "Mâna". El și Jesse îl invită pe Christian să li se alăture, dar acesta refuză. Ulterior o invită pe Lissa, și aceasta acceptă, pentru a-i putea spiona. La prima întâlnire, aceștia o atacă pentru a o forța să le arate puterea ei de Constrângere. Rose o salvează, dar după ce absoarbe efectele negative ale Spiritului de la Lissa îi atacă până la venirea lui Dimitri și a Albertei.

#### Jesse Zeklos
Un Moroi regal care intră în gruparea "Mâna" în Atingerea umbrei. Este pompos, fără principii și nu ia în considerare consecințele faptelor sale. În Academia vampirilor acesta spune tuturor că Lissa s-a hrănit de la Rose pe perioada celor doi ani instigând un regim de ostracizare împotriva lui Rose. Ulterior a fost printre cei care au torturat-o pe Lissa ca s-o convingă să utilizeze Constrângerea.

#### Dr. Olendzki
Doctorul moroii de la Academia Sf.Vladimir

#### Robert Doru
Fratele vitreg al lui Victor Dashov ,apare numai in Limitele Spiritului .
Este si el de altfel , utilizator al spiritului , la fel ca si Lissa si Adrian si multi altii .

#### Daniella Ivashkov
Mama lui Adrian. Ea a sustinut relatia lui Adrian si Rose , doar ca era sigura ca nu va tine foarte mult timp .

#### Emily Mastrano
Mama lui Jill și fostă balerină, l-a întâlnit pe Eric Dragomir, tatăl lui Jill, când era tânără și lucra în Las Vegas.

#### Sonya Karp
Este o fosta profesara la Sf.Vladimir. Este un utilizator al spiritului .

#### Mikhail Tanner
```
(a.k.a. Tomas Sanders in some international books) 
- Este un garidan la Curtea Regala  si este iubitul Sonyei Karp. El a ajutat-o pe Rose in Limitele Spiritului si in Untimul Sacrificiu.
```

#### Priscilla Voda
```
Prietena cea mai buna a Reginei Moroilor. Ea a fost omorata in Limitele Spiritului de clanul de strigoi a lui Dimitri (strigoiul)
```

#### Ambrose
Iubitul Dhampir al reginei și maseur la Curte.

#### Rhonda
```
Este matusa lui Ambrose , si o vrajitoare de etnie roma.
```

#### Isaiah
```
Un strigoi care l-a omorat pe Mason in atacul de la Spokene.
```

#### Elena
```
Ajutorul lui Isaiah .
```

#### Olena Belikov
Mama lui Dimitri.

#### Viktoria Belikov
Cea mai tânără dintre surorile lui Dimitri.

#### Yeva Belikov
Bunica lui Dimitri, aceasta are viziuni.

#### Karolina Belikov
Cea mai în vârstă dintre surorile lui Dimitri. Are un fiu, Paul și o fiică, Zoya.

#### Sonya Belikov
Sora cea mai mica a lui Dimitri.

#### Oksana
```
Este o alta utilizatoarea a spiritului cunoscuta de Rose in Rusia .
```

#### Headmaster Lazar
```
Noul director al Academiei Sf.Vladimir ... si tatal lui Avery Lazar .
```

#### Avery Lazar
```
Un moroi imperial , care s-a prefacut ca are capacitatea aerului ... dar o avea pe cea a spiritului .
```

#### Simon
```
Gardianul lui Avery Lazar , era atins de umbra lui Avery.
```

#### Reed Lazar
Fratele atins de umbră al lui Avery. Se zvonește că Avery l-ar fi ucis pentru a-l aduce înapoi cu Spirit.

#### Keith
Alchimist corupt care trăise și se antrenase împreună cu Sydney. Din cauză că era un favorit al tatălui ei, s-a folosit de influența acestuia pentru a ieși la întâlnire cu sora mai mare a lui Sydney, Carly, pe care a violat-o ulterior. Ca răzbunare Sydney a făcut o înțelegere cu Abe Mazur în urma căreia Keith a fost atacat și și-a pierdut un ochi în urma a ceea ce părea să fi fost un atac al Strigoilor. În Bloodlines acesta conduce o afacere ilegală cu sânge și salivă de Moroi. Sydney îl demască cu ajutorul lui Adrian, și acesta este luat de Alchimiști pentru a fi judecat și pedepsit.

## Volume

### Academia vampirilor
Rose Hathaway, o fată dhampir, se pregăteșste să devină garda de corp pentru prietena ei cea mai bună, prințesa Moroi Lissa Dragomir. Antrenamentul pentru lupta cu strigoii este unul dur și epuizant, iar, pe langa intrigile si comploturile din Academie, situatia ei se complica din cauza unei idile tăinuite și interzise.

### Inițierea
Lissa Dragomir este o printesa moroi, cu un rarisim dar de a stapani magia spiritului. Ea trebuie aparata in orice moment de strigoi (mortii vii), cei mai fiorosi vampiri. Puternicul amestec de sange omenesc si vampiresc din venele Rosei Hathaway, cea mai buna prietena a Lissei, o face sa fie dhampir. Rose si-a dedicat viata unei misiuni mai mult decat primejdioase: s-o apere pe Lissa de strigoi, care si-au jurat s-o faca asemeni lor.
Un atac inopinat al strigoilor pune pe jar toata Academia Sf. Vladimir, care isi trimite in graba elevii intr-o vacanta obligatorie la schi. Dar peisajul mirific de iarna si statiunea eleganta din Idaho nu ofera decat un iluzoriu sentiment de siguranta. Cum trei dintre elevi fug din cantonament pentru a-i ataca la randul lor pe oribilii strigoi, Rose si Christian isi unesc eforturile pentru a le sari in ajutor. Numai ca eroismul are pretul lui.

### Atingerea Umbrei
Lissa Dragomir este o printesa moroi, cu un rarisim dar de a stapani magia spiritului. Ea trebuie aparata in orice moment de strigoi (mortii vii), cei mai fiorosi vampiri. Puternicul amestec de sange omenesc si vampiresc din venele Rosei Hathaway, cea mai buna prietena a Lissei, o face sa fie dhampir. Rose si-a dedicat viata unei misiuni mai mult decat primejdioase: s-o apere pe Lissa de strigoi, care si-au jurat s-o faca asemeni lor.
O premonitie intunecata incolteste in mintea lui Rose si umbre fantomatice prevestesc un rau cumplit ce se apropie tot mai mult de portile de fier ale Academiei. Strigoii strang cercul si cer razbunare pentru vietile luate de Rose. Intr-o lupta mai apriga decat cel mai infricosator cosmar, Rose va trebui sa aleaga intre viata, dragoste si cele doua fiinte care conteaza cel mai mult pentru ea... dar oare alegerea ei inseamna ca doar unul dintre ei va supravietui?

### Jurământ de sânge
Atacul recent de la Academia Vampirilor a fost cel mai violent din istoria scolii, sacrificand vieti de elevi moroi si dhampiri, profesori si gardieni. Ba, mai mult, strigoii au luat cu ei un numar de victime…
Dar pentru Rose una singura conteaza... Dimitri Belikov. Si este obligata acum sa aleaga: fie isi respecta juramantul vietii, acela de a o apara pe Lissa – cea mai buna prietena a ei si ultima supravietuitoare a neamului Dragomir -, fie sa renunțe la Academie si sa se aventureze in lume, vanandu-l pe barbatul iubit. Va trebui sa mearga pana la capatul pamantului ca sa-l gaseasca pe Dimitri si sa-si respecte jurământul pe care i l-a făcut, implorata de el. Dar intrebarea este, atunci cand va sosi momentul, va mai vrea el sa fie izbavit? Iar Rose, va gasi ea taria de a-l ucide?

### Limitele Spiritului
Dupa o lunga si tulburătoare călătorie pana in orasul natal al lui Dimitri din Siberia, Rose Hathaway s-a intors la Sf. Vladimir – si la cea mai buna prietena a ei, Lissa. Sunt in pragul absolvirii, iar fetele de-abia așteaptă ca viata de dincolo de porțile de fier ale Academiei sa inceapa. Dar inima lui Rose inca mai tanjeste dupa Dimitri, si stie prea bine ca el pandeste ascuns undeva, nu departe.
Nu a reusit sa-l ucida atunci cand a avut sansa. Iar acum, cele mai rele temeri ale ei sunt pe cale sa se adevereasca – Dimitri, strigoiul, o vaneaza. Numai ca de data aceasta nu mai vrea s-o convinga sa i se alature, ci s-o ucida.

### Sacrificiu final

Coperta ediției în română a cărții Sacrificiu final

Regina a murit si lumea Moroilor nu va mai fi niciodata la fel. Pe Rose, victima unei inscenari, o asteapta o executie nedreapta - se pare ca nici chiar Dimitri nu o va mai putea salva acum... Iar Lissa este implicata intr-o lupta pe viata si pe moarte pentru tronul regal.
Fetele se vad nevoite sa se bazeze pe dusmani si sa-i puna sub semnul intrebarii pe cei in care aveau incredere.
Dar daca singura solutie ar fi de fapt sa jertfeasca ceea ce este mai important pentru ele? Sa se sacrifice una pe alta.

### Bloodlines
Noua serie Bloodlines este povestită din perspectiva lui Sydney, Alchimista însărcinată cu siguranța noii prințese Dragomir, Jill.
Alegerea Lissei a lăsat multe facțiuni nemulțumite, și Moroii nu au uitat nici o clipă că motivul pentru care Lissa stă pe tron este Jill. Când un atentat aproape o omoară, Lissa și consiliul hotărăsc să o trimită departe de Curte, în Palm Springs. Împreună cu ea vin și Sydney Sage, din partea Alchimiștilor, Adrian Ivashkov și Eddie Castile.
Viața la facultate este grea de una singură, dar pe măsură cei patru trebuie să-și confrunte propriile probleme și să învețe să depindă unii de alții pentru a le rezolva: efectele spiritului, alegeri din trecut, judecata semenilor și un șir de crime care pare să atragă atenția asupra lumii vamprilor.

### The Golden Lily
(Data publicației 19 iunie 2012)
Slujba lui Sydney pare asigurată, iar Adrian are, spre fericirea lui, propria locuință, dar lucrurile se complică. Și Alchimiștii și Moroii vor să studieze acest nou efect al magiei Spiritului, și cine ar fi mai potriviți să-l ajute pe Adrian în studiile sale decât cei care au simțit magia pe pielea lor? Sonya Karp și... Dimitri Belikov. Pactul firav pe care l-au creat cei patru prieteni va fi curând pusă la încercare.